# Pusztafalu
Pusztafalu község Borsod-Abaúj-Zemplén vármegye Sátoraljaújhelyi járásában.

## Fekvése
A Zempléni-hegység középső részén fekszik, közvetlenül a szlovák határ mellett, a megyeszékhely Miskolctól közúton mintegy 95 kilométerre északkeletre.
A határ magyar oldalán csak két települési szomszédja van, dél felől Füzérkajata, nyugat felől pedig Füzér; szlovák oldalról a két legközelebbi település északkelet felől Kozma (Kuzmice), kelet felől pedig Kolbása (Brezina).
A környező települések közül Füzér 2, Füzérkomlós 6, Filkeháza 8 kilométerre található; a legközelebbi városok: Pálháza (10 kilométerre) és Sátoraljaújhely (26 kilométerre).

### Megközelítése
Zsáktelepülés, közúton csak a Füzérre vezető bekötőútból (37 121-es számú mellékút) kiágazó 37 122-es úton érhető el. Az ország távolabbi részei felől Pálháza vagy Hollóháza érintésével közelíthető meg, a 3719-es úton.

## Története
A pusztafalusiak mongolok leszármazottai. A tatárjáráskor betört mongolok 1241. április 11-én Muhinál csatát nyertek, IV. Béla pedig menekülésre kényszerült. Ismeretlen okokból kifolyólag a mongolok kb 1 év után elhagyták az országot, kivéve azok, akik a Zemplénben lévő Tolvaj-hegy lábánál telepedtek le. Egy földcsúszamlás elpusztította a falut, innen ered a neve, Pusztafalu. Ezt követően a gödörben felépült az első hat ház, a hatodik házat ma is hatházinak hívják. Az itt maradt mongolok pedig a Harda család nevet vették fel, utalva arra, hogy ők a mongol hordából valók. Mivel több Harda család is létezett, meg kellett különböztetni őket, így lett pl A. Harda, F Harda, Zs. Harda, Ö. Harda, Harda, Kis-Harda, Harda-Pál stb.[forrás?]1389-ben Puztawyfalu néven említik, a füzéri uradalom része volt. 1565-ben török hordák dúlták fel, majd 1715-ben is; református magyarokkal népesült be.
Pusztafalu mindig is Abaúj-Torna vármegyéhez tartozott. 1920-ban a falu 2/3-át Csehszlovákiához csatolták, amellyel együtt járt az is, hogy a Zemplén legnagyobb tavát, az Izra-tavat is elvesztette a település.

## Közélete

### Polgármesterei
- 1990–1994: Czók Endre (KDNP)[4]
- 1994–1998: Czók Endre (független)[5]
- 1998–2002: Majoros Krisztián Csaba (független)[6]
- 2002–2006: Majoros Krisztián Csaba (független)[7]
- 2006–2010: Mester Dénes (független)[8]
- 2010–2014: Mester Dénes (független)[9]
- 2014–2015: Majoros Krisztián Csaba (Fidesz-KDNP)[10]
- 2016–2019: Takács Viktor (független)[11]
- 2019–2024: Takács Viktor (Fidesz-KDNP)[12]
- 2024– : Takács Viktor (Fidesz-KDNP)[1]

A településen 2016. február 7-én időközi polgármester-választást tartottak, az előző polgármester halála miatt. A három jelölt között szerepelt az egyik korábbi polgármester, Mester Dénes is, de 21,64 %-os eredményével csak harmadik helyet ért el.

## Népesség
A település népességének változása:
| Lakosok száma | 199  | 189  | 179  | 202  | 189  | 182  | 175  |
|               | 2013 | 2014 | 2015 | 2021 | 2022 | 2023 | 2024 |

2001-ben a település lakosságának közel 100%-a magyar nemzetiségűnek vallotta magát.
A 2011-es népszámlálás során a lakosok 96%-a magyarnak mondta magát (4% nem nyilatkozott). A vallási megoszlás a következő volt: római katolikus 9,5%, református 79%, görögkatolikus 2%, felekezeten kívüli 1,5% (4,5% nem válaszolt).
2022-ben a lakosság 87,8%-a vallotta magát magyarnak, 3,2% ukránnak, 1,6% szlováknak, 0,5% németnek, 1,1% egyéb, nem hazai nemzetiségűnek (11,6% nem nyilatkozott; a kettős identitások miatt a végösszeg nagyobb lehet 100%-nál). Vallásuk szerint 10,6% volt római katolikus, 60,8% református, 2,1% görög katolikus, 0,5% egyéb keresztény, 0,5% felekezeten kívüli (24,9% nem válaszolt).

## Itt születtek
- Szádeczky-Kardoss Lajos (1859-1935) történész
- Szádeczky-Kardoss Gyula (1860-1935) geológus